# چکچک کوهی

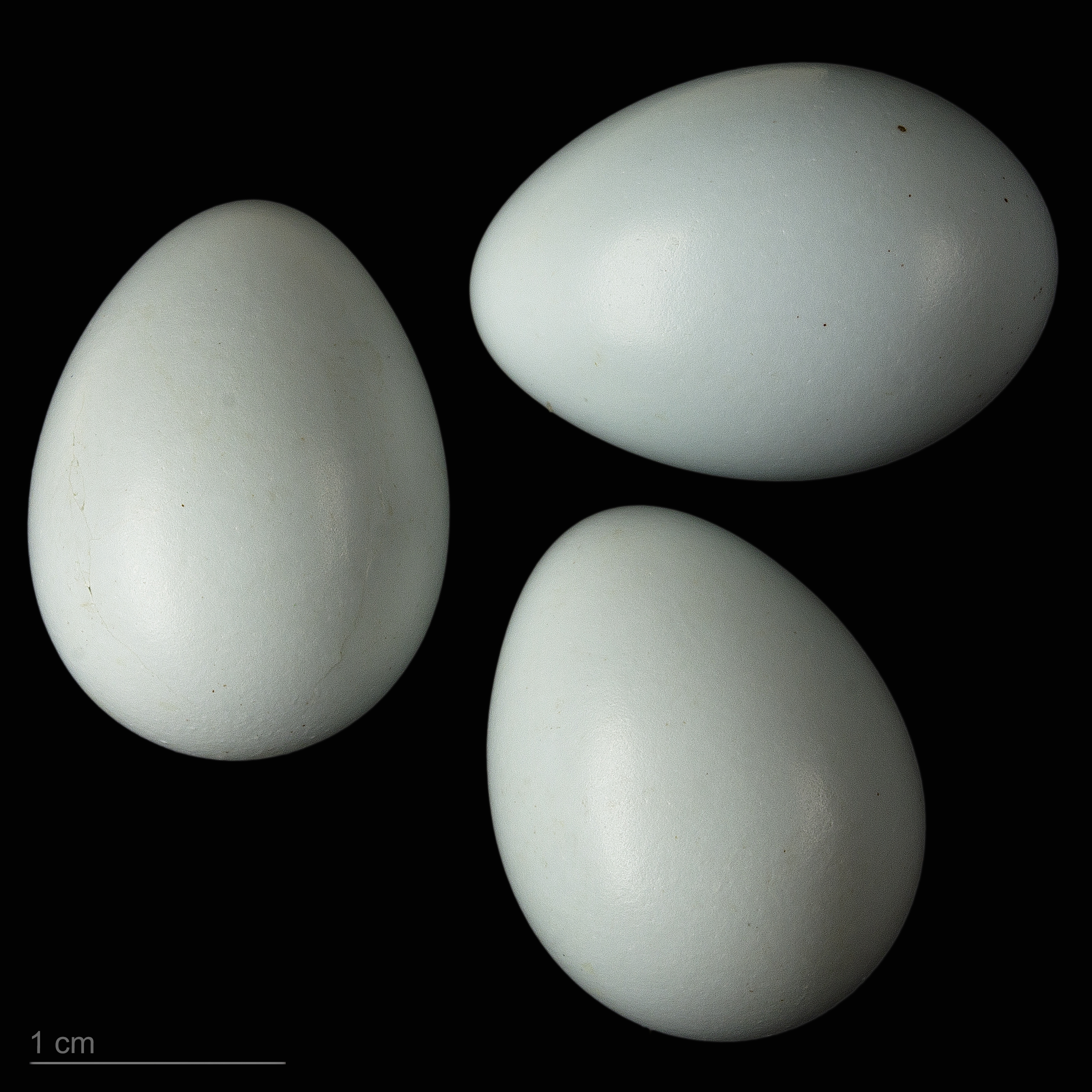
Oenanthe oenanthe oenanthe

چکچک کوهی یا چکچک معمولی یا چکچک شمالی (نام علمی: Oenanthe oenanthe) گونه‌ای چکچک کوچک از تیره مگس‌گیران (حشره‌گیران بر قدیم) است. این پرنده در بسیاری از مناطق جهان، از جمله آسیا و اروپا، زندگی می‌کند و معمول‌ترین  گونهٔ چکچک در جهان به‌شمار می‌رود.

## ویژگی‌های ریخت‌شناسی
چکچک کوهی ۱۵ سانتی‌متر طول دارد. دم آن به نسبت کوتاه، دمگاه و کناره‌های دم سفید و انتهای دم با نوار سیاه و اندکی پهن دیده می‌شود. دو جنس دارای دودیسی جنسی هستند و پرنده نر به دلیل تارک و پشت خاکستری دودی، نوار ابرویی سفید، خط چشمی متصل به گوشپرهای سیاه و بال‌های سیاه از پرنده ماده تشخیص داده می‌شود. پرنده ماده از چکچک ابلق و چکچک گوش‌سیاه خاکستری، قهوه‌ای‌تر است.

## زیستگاه
مکان زندگی چکچک کوهی دشت‌های مرتفع باز، صخره‌ای یا شیب‌های سنگی با تعدادی بوته و نیز کشتزارها است. این پرنده در لابلای بوته‌ها آشیانه می‌سازد. به دلیل گرم بودن جنوب ایران در فصل‌های سرد سال، این چکچک به استان‌های بوشهر و خوزستان در کرانه‌های خلیج فارس در ایران مهاجرت می‌کند.